# Navya Arma
Navya Arma – niskopodłogowy, autonomiczny mikrobus miejski o napędzie elektrycznym produkowany od 2015 roku przez francuską firmę Navya w fabryce w Vénissieux we Francji i w Saline w Stanach Zjednoczonych. Pojazd z racji autonomicznego poruszania się jest obecnie w fazie testów, ale planowana jest produkcja na większą skalę.

## Historia

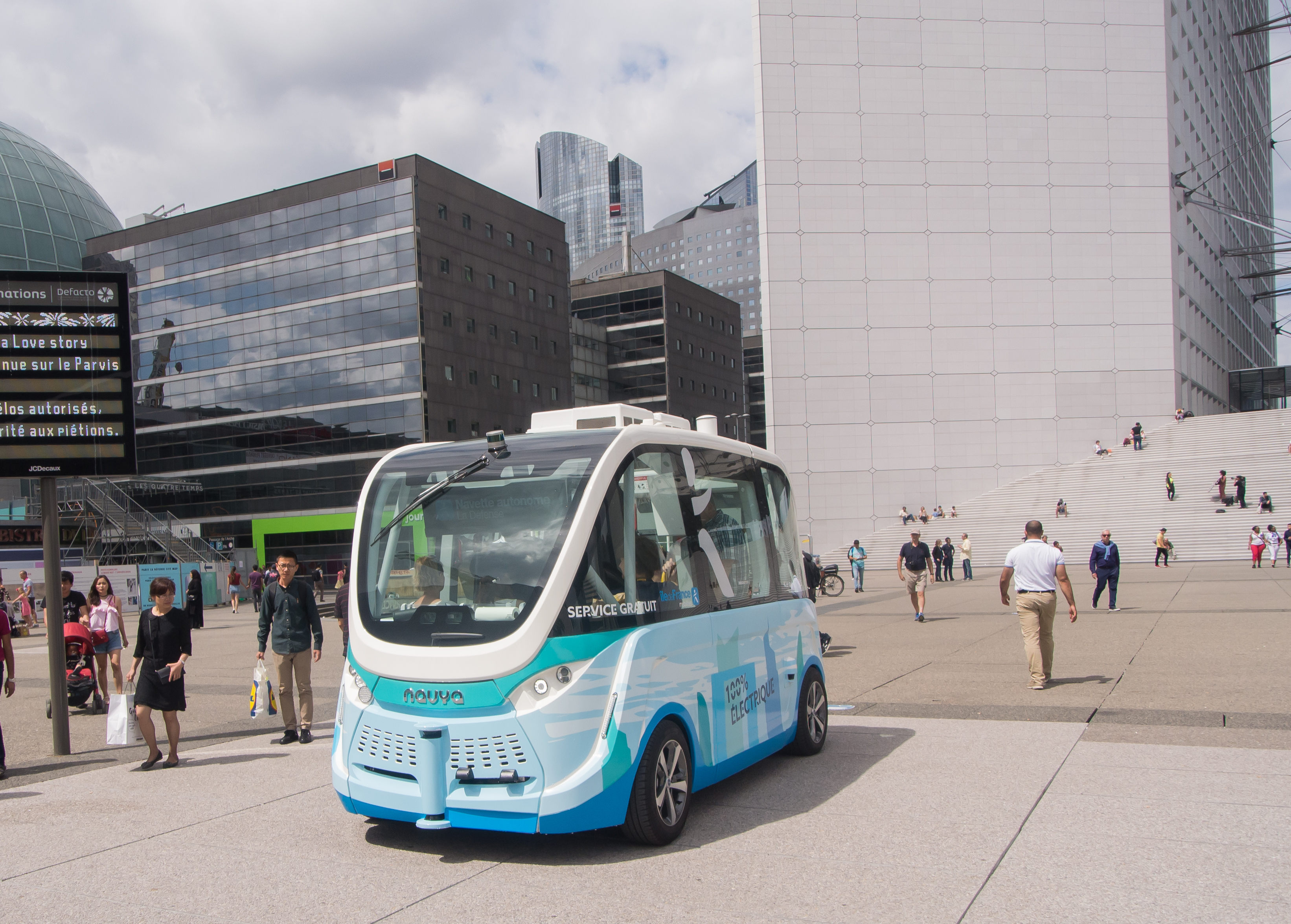
Pojazd na testach w STIF.

Firma Navya została założona w 2014 roku przez Christophe'a Sapet'a. Według założycieli firma ma szukać i tworzyć nowe technologie dla transportu. Od początku istnienia firmy inżynierowie sprawdzali wszystkie możliwe rozwiązania w stworzeniu całkowicie autonomicznego pojazdu, ale po wielu nieudanych próbach częściowo zrezygnowano z całkowitej autonomiczności. Do pomysłu powrócono na początku 2015 roku, a na końcu roku 2015 pojazd był już zaprezentowany na konferencji prasowej z twórcami. Pojazd jest stale rozwijany, planuje się wprowadzenie innych pojazdów autonomicznych o napędzie elektrycznym.

### Eksploatacja i testy
Pierwszy pojazd jaki wyjechał z fabryki udał się na testy wewnętrzne firmy Navya. Testowany był przez parę miesięcy, a później zdecydowano się na masową produkcję. W listopadzie 2015 roku po pomyślnych testach ogłoszono pierwszą komercyjną sprzedaż, dwa pojazdy pojechały do Szwajcarii, do firmy transportowej CarPostal12. Jako kolejne samodzielne przejazdy liniowe uznaje się kursy paryskiego STIF z Navy do La Défense w czerwcu 2017 roku. Pojazd testowo kursował do grudnia 2017 roku, ale władze Paryża nie zdecydowały się na zakup mikrobusu. W 2017 roku pojazdy nabył szwajcarski TPF Fribourg oraz TPG Genewa.

## Specyfikacja techniczna
Pojazd jest całkowicie elektryczny, a w wybranych pojazdach oprócz możliwości ładowania kablowego są panele słoneczne, wszystko dzięki silnikowi o mocy 15 kW (w szczytach 25 kW). Długość pojazdu wynosi prawie 5 m, więc zaliczany jest do mikrobusów. Na pokład jednocześnie może zabrać maksymalnie 15 osób, 11 siedzących i 4 stojące. W wyposażeniu opcjonalnym są także tablety wraz z systemem do wybierania tras przez pasażerów, a w podstawowym wyposażeniu znajduje się m.in. klimatyzacja, ABS i wyświetlacze LCD oraz LED.

## Galeria

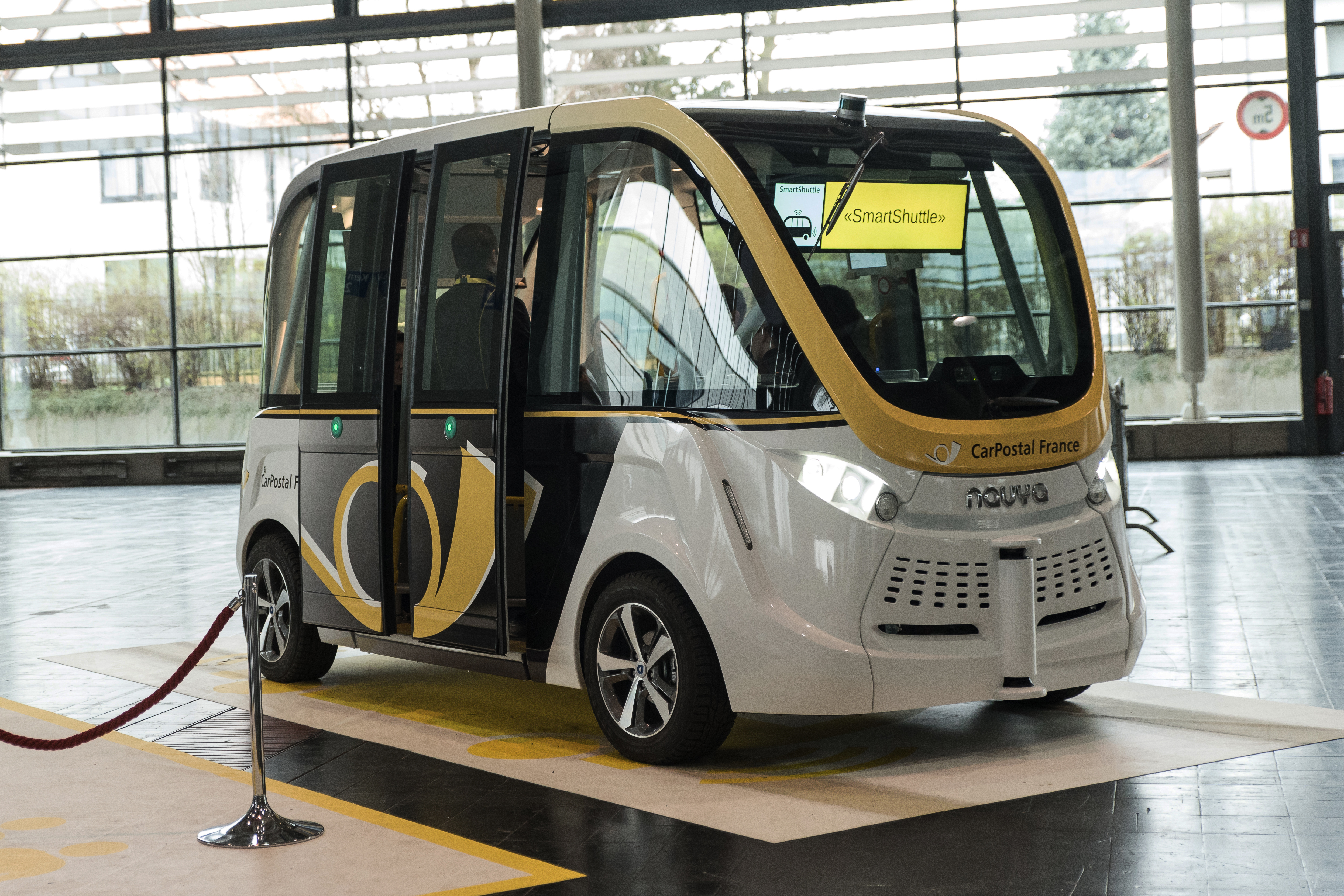
Navya Arma na targach CeBIT w niemieckim Hanowerze.
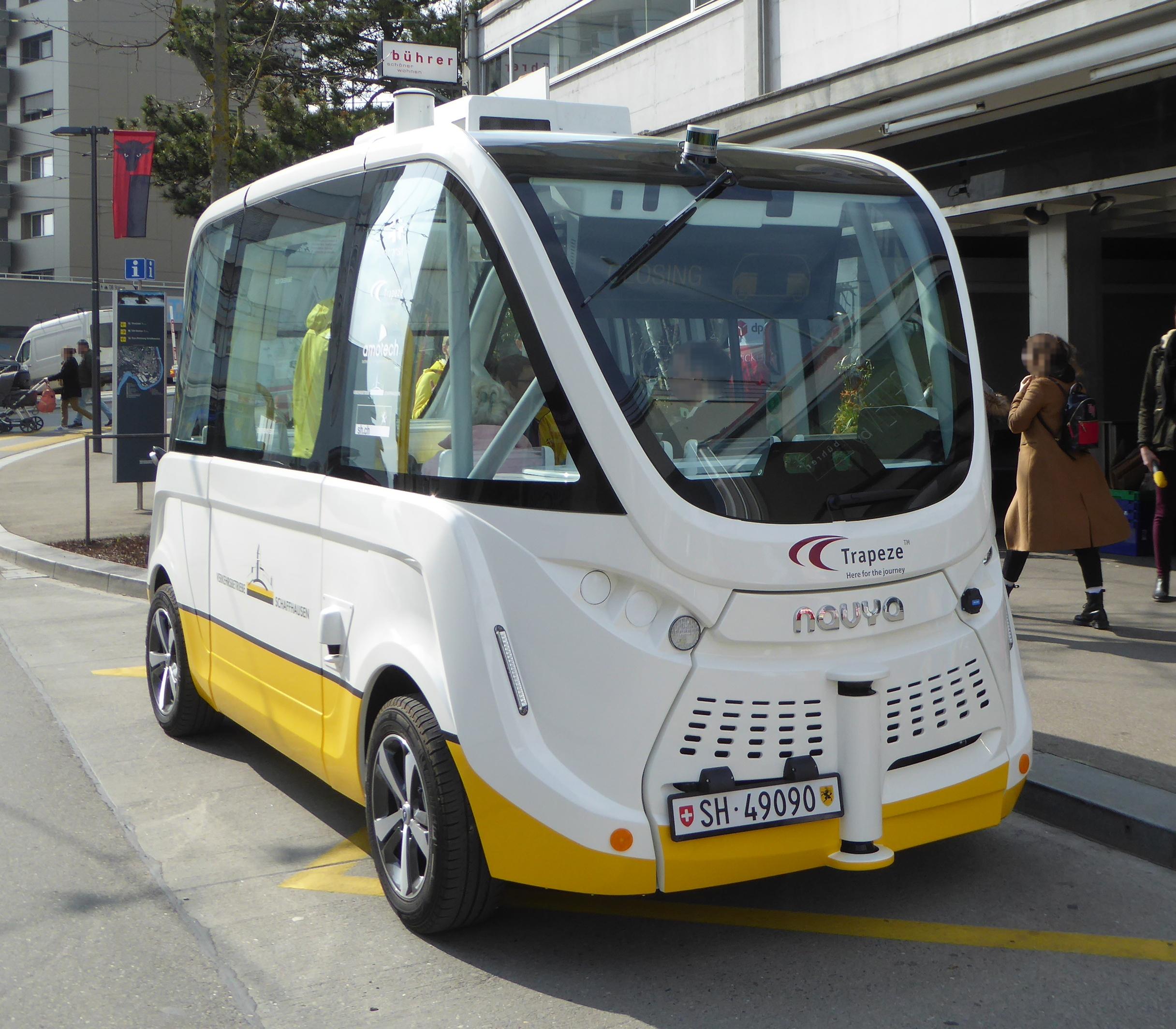
Navya Arma w Szwajcarii.
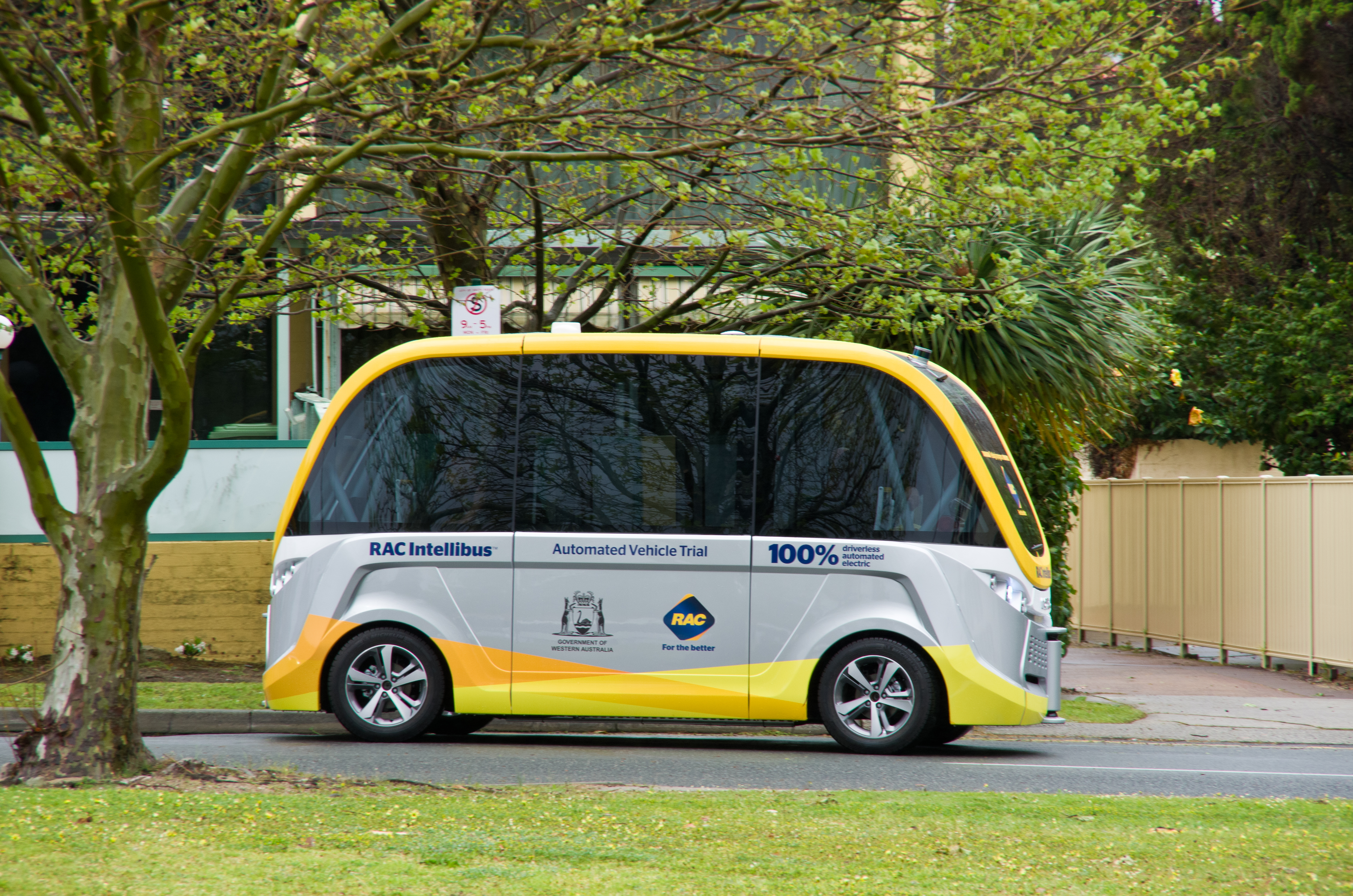
Pojazd w Stanach Zjednoczonych, właściciel prywatny.